# Hôtel de ville de Manosque
L'hôtel de ville  de Manosque, dans le département français des Alpes-de-Haute-Provence, se trouve dans le centre ancien de la commune.

## Localisation
L'hôtel de ville est situé sur la commune de Manosque, dans le département français des Alpes-de-Haute-Provence.

## Historique
L'édifice est inscrit au titre des monuments historiques par arrêté du 5 septembre 1946.